# Maria Goeppert-Mayer

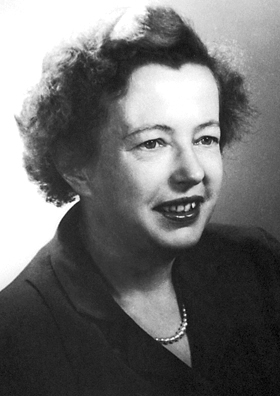
Maria Goeppert-Mayer (1963)

Maria Gertrude Goeppert-Mayer, geborene Göppert (* 28. Juni 1906 in Kattowitz, Oberschlesien; † 20. Februar 1972 in San Diego, Kalifornien), war eine deutsch-US-amerikanische Physikerin. Sie führte das Schalenmodell des Atomkerns ein und erhielt dafür 1963 (als zweite Frau) den Nobelpreis für Physik, gemeinsam mit Hans Jensen, der unabhängig und gleichzeitig ebenfalls das Schalenmodell des Atomkerns fand.

## Leben
Maria Goeppert war das einzige Kind der Maria Göppert, geborene Wolff, Lehrerin für Sprachen und Musik, und des späteren Pädiatrieprofessors Friedrich Göppert (1870–1927). Ihr Großvater väterlicherseits war der Juraprofessor Heinrich Robert Göppert (1838–1882), ein Urgroßvater der Botanikprofessor Heinrich Göppert und ein Ururgroßvater bereits Professor für Pharmazie. Im Alter von vier Jahren (1910) zog sie vom damals deutschen Kattowitz nach Göttingen.
Für ihre Eltern war es selbstverständlich, dass sie nach dem Abitur 1924 studieren würde. Zuerst wollte Goeppert Mathematikerin werden, wechselte dann aber nach drei Jahren in die Physik, nachdem sie ein Seminar beim späteren Nobelpreisträger für Physik und Pionier der Quantenmechanik Max Born über Quantenmechanik gehört hatte. 1930 promovierte sie Über Elementarakte mit zwei Quantensprüngen bei Max Born. Die Dissertation behandelte die später in der Laserspektroskopie wichtige Zwei-Photonen-Absorption. Wie wissenschaftlich bedeutend die Universität Göttingen damals war, zeigte sich auch daran, dass bei ihrem Rigorosum auch James Franck und Adolf Windaus anwesend waren.
Sie heiratete den Franck-Mitarbeiter Joseph Edward Mayer (1904–1983), den späteren Präsidenten der American Physical Society, und ging mit ihm noch 1930 in die USA. Das Paar hatte eine Tochter und einen Sohn. 1933 wurde sie US-Staatsbürgerin. Sie lehrte unentgeltlich – während der Zeit der Great Depression wollte niemand die Frau eines Professors bezahlen, und es gab Nepotismus-Regeln an den amerikanischen Universitäten, die verhinderten, dass beide Ehepartner eine Stelle erhielten – an der Johns Hopkins University (1930–1939), als volunteer associate, und an der Columbia University (1940–1946), wohin ihr Mann 1939 wechselte. Sie war Lecturer in der Abteilung Chemie der Columbia University und außerdem 1942 bis 1945 Lecturer am Sarah Lawrence College in New York. Sie publizierte zusammen mit ihrem Mann 1940 das Buch Statistical Mechanics. In den 1930er Jahren arbeitete sie eng mit Karl Ferdinand Herzfeld und ihrem Mann zusammen und befasste sich in dieser Zeit mit Anwendungen der Quantenmechanik in der Chemie, Gittertheorie der Kristalle und statistischer Mechanik. Auch beim Atomwaffenprogramm arbeitete sie mit, Anfang 1942 in der Berechnung der Eigenschaften von Transuranen, dann mit Harold Urey an photochemischen Methoden der Separation von Uranisotopen, was sich aber als nicht praktikabel erwies.
1946 ging sie mit ihrem Mann an die University of Chicago, wo sie volunteer professor am Enrico Fermi Institute war (erst 1959 wurde sie dort zur Professorin berufen), und arbeitete teils sowohl dort als auch am Argonne National Laboratory (als Senior Physicist 1940 bis 1960), das mit der Universität verbunden war. Dort arbeitete sie mit Edward Teller über den Ursprung der Elemente. 1960 wurde sie Professorin an der University of California, San Diego, erlitt aber bald darauf einen Schlaganfall, von dem sie sich bis zu ihrem Tod 1972 nicht vollständig erholte.

## Leistungen

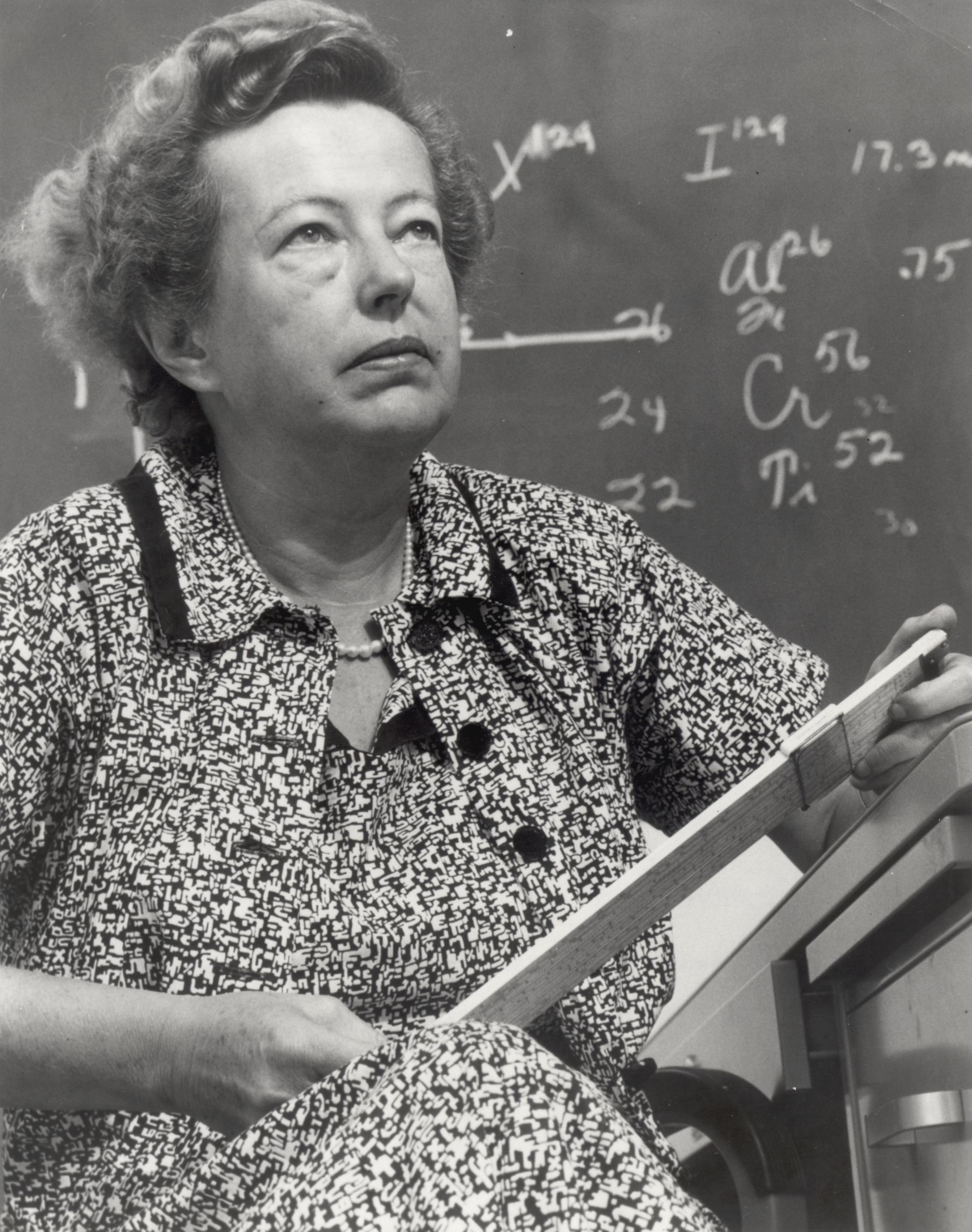
Maria Goeppert-Mayer bei der Arbeit

Maria Goeppert-Mayer ist vor allem bekannt für die Entwicklung des Schalenmodells der Atomkerne gleichzeitig und unabhängig von Hans Jensen.
Bei ihrer Arbeit mit Edward Teller über den Ursprung der Elemente, die die Erstellung von Isotopenlisten erforderte, bemerkte sie, dass Atomkerne mit 2, 8, 20, 28, 50, 82 oder 126 Protonen oder Neutronen besonders häufig und damit stabil waren. Diese Zahlen wurden von Eugene Wigner später Magische Zahlen genannt. Das war schon vorher beobachtet worden und erinnerte an die Schalenstruktur der Elektronen im Atom. Man nahm aber überwiegend an, dass ein Schalenmodell im Atomkern nicht möglich sei, einmal wegen des Erfolgs des Flüssigkeitstropfenmodells für Atomkerne (Niels Bohr und andere), das den Atomkern wie eine Flüssigkeit mit kollektiver Bewegung der Kernteilchen beschrieb, zum anderen weil die starke Wechselwirkung viel stärker als die elektromagnetische Wechselwirkung der Elektronen im Atom war. Maria Goeppert-Mayer fand aber in weiteren Kerneigenschaften Unterstützung für das Schalenmodell, über das sie im August 1948 erstmals in Physical Review publizierte. Eine Zentralkraft wie die Coulombkraft für die Elektronenschalen im Atom kam aber nicht in Betracht, wenn man über 20 Nukleonen im Kern hinausging. Enrico Fermi fragte sie, ob nicht eine Spin-Bahn-Kopplung der starken Wechselwirkung in Frage käme, und das erwies sich dann, wie sie sofort erkannte, als Lösung des Problems. Wie Maria Goeppert-Mayer in ihrer Nobelrede ausführte, war dies allerdings nur für jemanden offensichtlich, der wie sie lange über den Beobachtungsdaten gegrübelt hatte, Fermi blieb zunächst weiter skeptisch. Sie sandte ihre Arbeit an Physical Review, wo sie 1949 erschien. Dabei erfuhr sie auch, dass Hans Jensen mit Kollegen in Deutschland ebenfalls diese Lösung gefunden hatte, und versuchte noch, die Veröffentlichung zu verzögern, damit die Arbeiten Seite an Seite in Physical Review erscheinen konnten, was aber nicht mehr möglich war; ihre Arbeit wurde im folgenden Heft veröffentlicht. Jensen kannte sie zuvor nicht, traf ihn aber später, und zwischen beiden entstand eine freundschaftliche kollegiale Beziehung. Beide schrieben 1955 zusammen ein Buch über das Schalenmodell und erhielten 1963 für das Schalenmodell den Nobelpreis für Physik.
In ihrer Dissertation 1931 beschrieb sie erstmals die Zwei-Photonen-Absorption. Die Einheit GM für den Zwei-Photonen-Wirkungsquerschnitt ist nach ihr benannt.

## Ehrungen und Mitgliedschaften

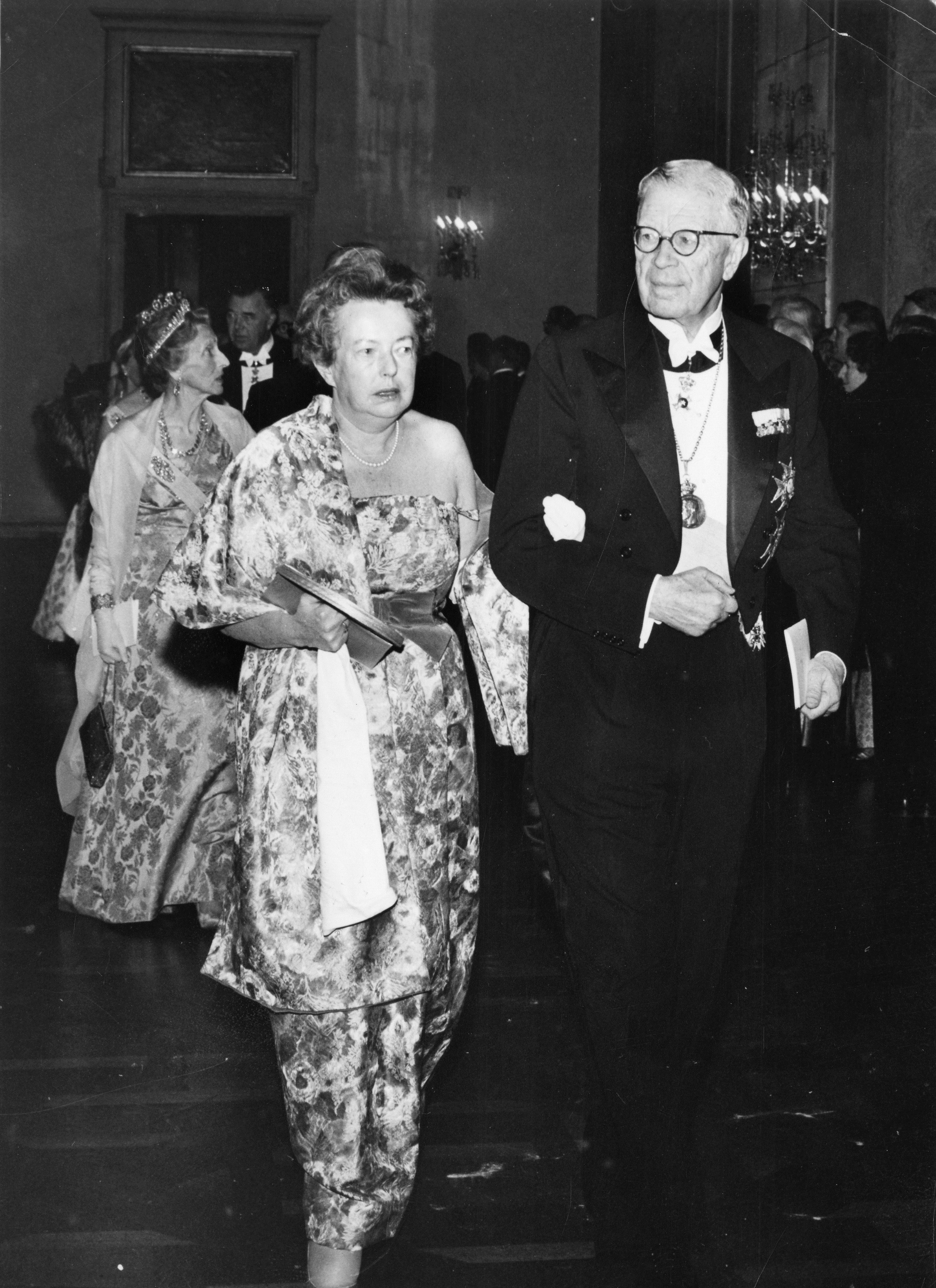
Maria Goeppert-Mayer mit König Gustav VI. Adolf von Schweden 1963

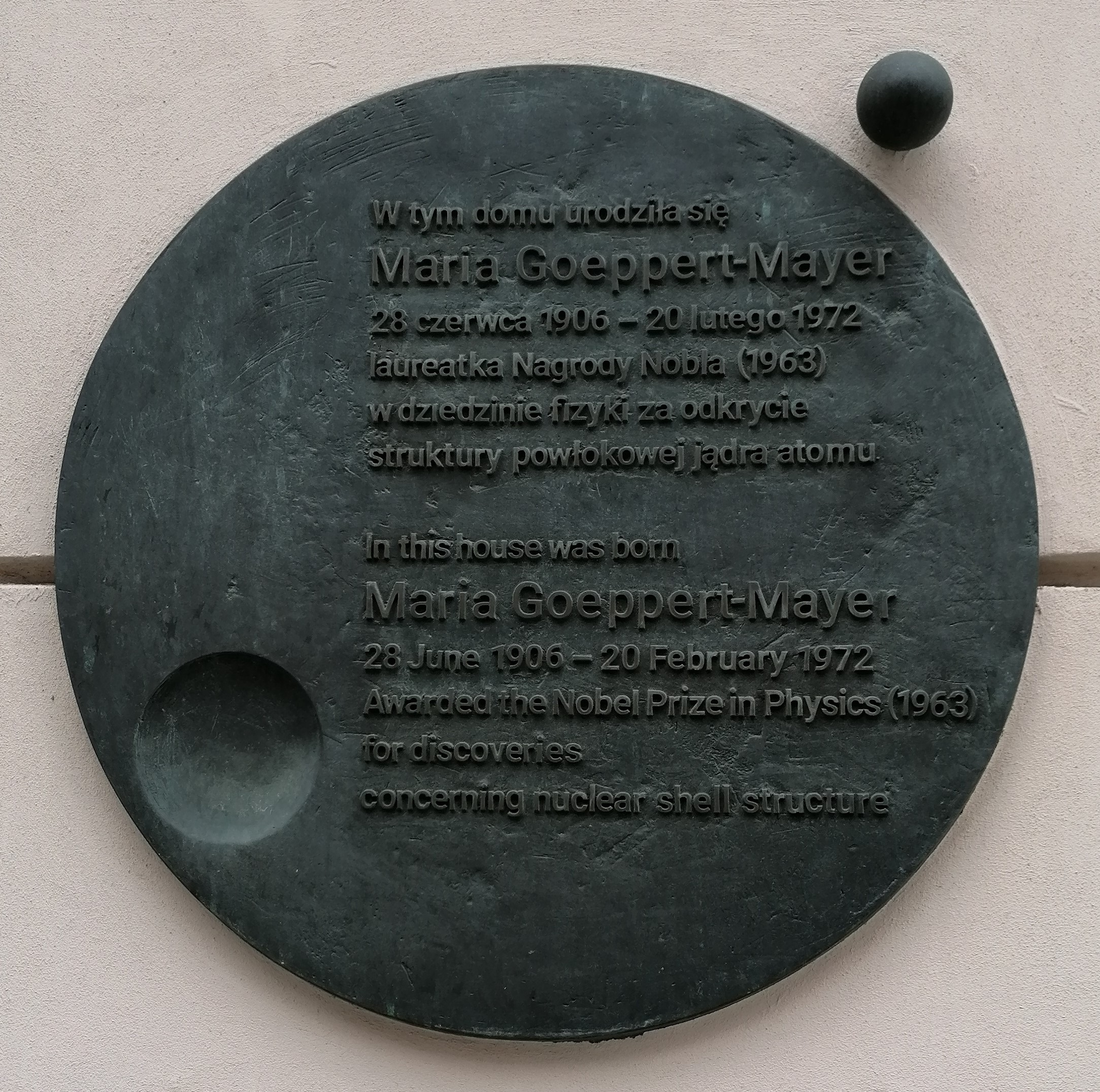
Gedenktafel in Katowice

Goeppert-Mayer teilte sich 1963 mit J. Hans D. Jensen eine Hälfte des Nobelpreises für Physik „für ihre Entdeckung der nuklearen Schalenstruktur“, die andere Hälfte ging an Eugene Paul Wigner.
1950 wurde sie zum korrespondierenden Mitglied der Heidelberger Akademie der Wissenschaften gewählt. Ab 1960 hatte sie einen Lehrstuhl für Physik an der University of California. 1956 wurde sie zum Mitglied der National Academy of Sciences gewählt. 1964 wurde sie in die American Philosophical Society und 1965 in die American Academy of Arts and Sciences aufgenommen.
Seit 1986 verleiht die American Physical Society (APS) den Maria Goeppert-Mayer Award an Frauen, die herausragende Beiträge zur physikalischen Forschung geleistet haben. Im Jahr
Maria-Goeppert-Mayer-(MGM)-Professuren zur Stärkung der Genderforschung an niedersächsischen Hochschulen – mit Akzent auf dem Ausbau internationaler (Forschungs-)Beziehungen – werden vom Niedersächsischen Ministerium für Wissenschaft und Kultur im Rahmen des Maria-Goeppert-Mayer-Programms gefördert.
Die American Physical Society stiftete einen nach ihr benannten Preis, mit dem junge Physikerinnen ausgezeichnet werden, die am Anfang ihrer Laufbahn stehen. Im Jahr 2011 hat der U.S. Postal Service eine Briefmarke mit ihrem Konterfei herausgegeben.
In ihrer Geburtsstadt Katowice wurde eine Straße nach ihr benannt und an ihrem Geburtshaus eine Gedenktafel angebracht, weiterhin wurden Straßen in Lübeck, Braunschweig und München sowie in Hannover ein Platz nach Goeppert-Mayer benannt.

## Werke
- Joseph Edward Mayer, Maria Mayer Goeppert: Statistical mechanics. John Wiley & Sons, 1940 (englisch, archive.org).
- Maria Mayer Goeppert, J. Hans D. Jensen: Elementary theory of nuclear shell structure (= Maria Mayer Goeppert [Hrsg.]: Structure of Matter Series). John Wiley & Sons, 1955 (englisch, archive.org).